# Duns Scoto (film)
Pour plus de détails, voir Fiche technique et Distribution.
Duns Scoto est un film historique dramatique italien sorti en 2010, réalisé par Fernando Muraca.

## Synopsis
Le film retrace la vie du bienheureux Jean Duns Scot, philosophe chrétien contraint à l'exil pour avoir défendu le pape Boniface VIII. Les épisodes de la vie sont présentés en alternance avec des éléments de sa philosophie.

## Fiche technique
- Titre original italien : Duns Scotus ou Beato Giovanni Duns Scotus[1]
- Réalisation : Fernando Muraca
- Scénario : Fernando Muraca
- Genres : film dramatique, film épique, film historique
- Musique : Paolo Vergari
- Production : Franciscains de l'Immaculée avec la collaboration de TVCO et de Roberto Merone
- Photographie : Massimo Lupi
- Montage : Michele Sblendorio
- Durée : 90 minutes
- Costumes : Angelo Poretti, Monica Saracchini
- Pays de production :  Italie
- Dates de sortie : 2010

## Distribution
- Adriano Braidotti (it) : Duns Scot
- Rodolfo Mantovani (it) : Père gardien
- Simone Pieroni
- Camilla Diana
- Maria Toesca
- Sebastiano Colla (it) : Louis
- Emmanuele M. Gamboni
- Nicolò Diana (it) : Angelino

## Récompenses
- 2011 : Meilleur film au festival international Mirabile Dictu[2]
- 2013 - Coquille d'or du MOIGE